# Antons arm
Antons arm er en kortfilm fra 2007 instrueret af Andreas Thaulow efter eget manuskript.

## Handling
En gruppe mennesker befinder sig på en øde slette. En af personerne anses som værende uberegnelig og til fare for de andre, da hans arm ustyrligt volder ham skade. Der påbegyndes en diskussion, hvor der argumenteres for metoder til behandling af problemet. En dominerende initiativtager træffer en drastisk beslutning på gruppens vegne: armen skal fjernes. Armen bliver derefter amputeret og erstattet med en helt ny plastikarm.